# Ordine reale di Kapiolani
L'ordine reale di Kapiʻolani è stato un ordine cavalleresco hawaiano.

## Storia
L'ordine è stato fondato il 30 agosto 1880 dal re Kalākaua per premiare i servizi per la causa dell'umanità, per meriti nelle scienze e nelle arti, o per servizi particolari resi al Regno delle Hawaii.
L'ordine è dedicato alla moglie di Kalākaua, Kapiʻolani, esponente precoce del cristianesimo nelle isole Hawaii, e omonima della capa Kapiʻolani.
L'ordine è stato concesso 177 volte in tutte le classi durante il regno di Kalākaua, e altre tre volte dal suo successore, la regina Liliʻuokalani.
L'ordine venne concesso per l'ultima volta il 2 giugno 1882.

## Classi
L'ordine veniva concesso in sette classi ordinarie più una straordinaria come segue:
- Cavaliere di gran croce (12 membri)
- Alto grand'ufficiale (15 membri)
- Grand'ufficiale (20 membri)
- Commendatore (30 membri)
- Ufficiale (50 membri)
- Compagno (60 membri)[1]
- Medaglia d'onore d'argento
- Medaglia d'onore di bronzo

| Nastri                    |                            |          |           |              |                 |                      |                         |
| Medaglia d'onore d'bronzo | Medaglia d'onore d'argento | Compagno | Ufficiale | Commendatore | Grand'ufficiale | Alto grand'ufficiale | Cavaliere di gran croce |

## Insegne
- Il nastro era rosso con quattro strisce gialle per tutte le classi tranne quella di Cavaliere di Gran Croce, il cui nastro era giallo con bordi bianchi, rossi e blu.

## Stipendio
I riceventi dell'ordine che erano residenti nelle Hawaii ricevevano sino alla loro morte un salario corrispondente al loro grado: 150$ per cavaliere di gran croce, 130$ per alto grand'ufficiale, 125$ per grand'ufficiale, 100$ per commendatore, 75$ per ufficiale e 50$ per compagno.

## Insigniti notabili
- Anna Brassey, viaggiatrice e scrittrice (07/1881)
- Natalija Obrenović, regina consorte di Serbia (28/06/1883)
- Marianna Cope, santa (09/11/1885)

## Galleria d'immagini

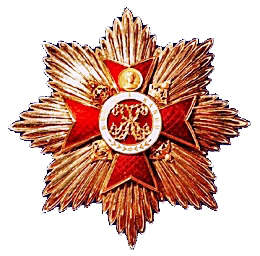
Cavaliere di gran croce (placca)
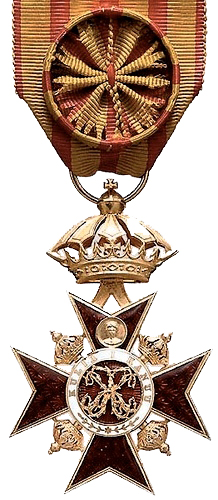
Ufficiale
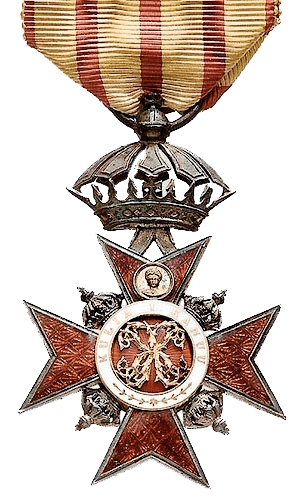
Compagno